# Мертві хлопці-детективи (серіал)
«Мертві хлопці-детективи» (англ. Dead Boy Detectives) — детективно-комедійний телесеріал, розроблений Стівом Йокі на основі однойменних персонажів коміксів DC від Ніла Ґеймана та Метта Ваґнера. Прем'єра відбулася на Netflix 25 квітня 2024 року.

## Сюжет
Серіал розповідає про Чарльза Роуленда та Едвіна Пейна, які вирішили не входити в потойбічний світ і залишитися на Землі та розслідувати злочини, пов'язані з надприродним.

## Акторський склад

### Головні актори
| Актор           | Роль                |
| --------------- | ------------------- |
| Джордж Рексстрю | Едвін Пейн          |
| Джейден Реврі   | Чарльз Роуленд      |
| Кассіус Нельсон | Крістал Пелес       |
| Бріана Куоко    | Дженні м'ясник      |
| Рут Коннелл     | Нічна доглядальниця |
| Юю Кітамура     | Ніко                |
| Дженн Лайон     | Естер відьма        |

### Другорядні актори
| Актор         | Роль                   |
| ------------- | ---------------------- |
| Лукас Гейдж   | Котячий король Томас   |
| Майкл Біч     | Трагічний Мік морж     |
| Джошуа Коллі  | Монті крук             |
| Ліндсі Горт   | Максін                 |
| Кейтлін Рейлі | Лілі кульбабовий дух   |
| Макс Дженкінс | Кінгем кульбабовий дух |
| Девід Яконо   | Девід демон            |

### Український дубляж
Режисер дубляжу – Павло Скороходько, перекладач – Олена Василевська, спеціаліст з адаптації – Ярослав Сидоренко, звукооператор – Євген Ярошенко, спеціаліст зі зведення звуку – Олег Кульчицький, менеджер проекту – Ярослав Сидоренко.
- Едвін – Павло Скороходько,
- Чарльз – Ярослав Сидоренко,
- Крістал – Юлія Перенчук,
- Естер – Олена Узлюк,
- Ніко – Дарина Муращенко,
- Доглядальниця – Людмила Ардельян,
- Дженні – Катерина Брайковська,
- Девід – В’ячеслав Хостікоєв,
- Емма – Єсенія Селезньова,
- Котячий Король – Дмитро Гаврилов,
- Кінґем – Андрій Альохін,
- Літті – Наталія Романько,
- Мік – Андрій Мостренко,
- Монті – Володимир Гурін,
- Даґфін – Петро Сова,
- Смерть – Антоніна Хижняк,
- Невтішна Праля – Єлизавета Кучеренко,
- Аша – Лариса Руснак,
- Розпука – Марія Кокшайкіна,
- Сірий Кіт – Дмитро Завадський.

А також: Ігор Іванов, Артур Проценко, Едуард Кіхтенко, Станіслав Мельник, Ірина Февчук, Катерина Дягель.

## Список серій
| № серії | Назва серії                                                       | Режисер(и)            | Сценарист(и)                     | Оригінальна дата виходу |
| --- | ----------------------------------------------------------------- | --------------------- | -------------------------------- | ----------------------- |
| 1 | «Справа Крістал Пелес» «The Case of Crystal Palace»               | Лі Толанд Крігер      | Стів Йокі                        | 25 квітня 2024          |
| Едвін Пейн і Чарльз Роуленд тікають від привида солдата, що загинув у Першій світовій війні. Їм вдається знищити протигаз, який був символом його болю та страждань. Хлопці ховаються від Смерті, яка приходить, щоб провести заспокоєну душу солдата до загробного життя. Наступного дня до детективного агентства мертвих хлопців звертається дівчинка Емма, яка померла наприкінці Вікторіанської епохи. Вона просить допомогти своїй подрузі, живій дівчині на ім'я Крістал Пелес (англ. Crystal Palace), яка має екстрасенсорні здібності та може бачити привидів. Останнім часом Крістал поводить себе вкрай дивно. Хлопці дізнаються, що Крістал одержима демоном, і проводять обряд екзорцизму. Їм вдається вигнати демона, але той забирає із собою спогади Крістал. Чарльз пропонує Крістал жити та працювати з ними, поки вона не поверне свою пам'ять. Едвін виступає проти цієї ідеї, але врешті погоджується з тим, що екстрасенсорні таланти Крістал можуть стати в нагоді. Переглядаючи пошту, Крістал торкається плаката про зниклу американську дівчину Бекі Аспен і бачить, що вона все ще жива. Разом з мертвими хлопцями вона вирушає до американського містечка Порт-Таунсенд. Вони оселяються у орендованій кімнаті над м'ясною лавкою, якою завідує Дженні. Хлопці з'ясовують, що дівчину викрала місцева відьма Естер. Коли відьма їде на пошту, хлопці вдираються до її будинку. У шафі вони знаходять печеру, підлога якої вкрита кістками дітей. В цей час відьма повертається додому і Чарльзу доводиться заволодіти її тілом, щоб врятувати Бекі та повернути її додому. Через те, що Чарльз заволодів тілом Естер, до бюро знахідок загробного життя надходить сигнал про приблизне місцезнаходження мертвих хлопців. |                                                                   |                       |                                  |                         |
| 2 | «Справа кульбабового вівтаря» «The Case of the Dandelion Shrine»  | Глен Вінтер           | Шошана Сачі Чіч Манохар          | 25 квітня 2024          |
| Через те, що Едвін застосував магію до кота, його відводять до котячого короля Томаса. Король накладає на Едвіна чари, які забороняють йому виїжджати за межі Порт-Таунсенду, та пропонує дві можливості як зняти закляття: або порахувати всіх котів у місті, або вступити з ним у статеві стосунки. Крістал стикається у коридорі з Ніко, яка також орендує кімнату над м'ясною лавкою. Навколо Ніко з'являється рожеве світло, яке приковує до себе увагу Крістал, після цього Ніко втрачає свідомість. Мертві хлопці з'ясовують, що Ніко знайшла у лісі кульбабову галявину та вівтар. Там до неї вселилися духи, які харчуються увагою інших людей. Рано чи пізно духи покинуть її тіло, вбивши при цьому Ніко. Крістал просить духів не вбивати Ніко, взамін пропонує їм поселитися в її тілі. Коли духи намагаються проникнути до тіла Крістал, Чарльз ув'язнює їх всередині зачарованої банки. Переживши передсмертний досвід, Ніко починає бачити привидів. Естер перетворює свого ворона Монті на молодого хлопця. |                                                                   |                       |                                  |                         |
| 3 | «Справа будинку Девлінів» «The Case of the Devlin House»          | Шеріл Дуньє           | Іан Вайнрайх Крісті Лоурі        | 25 квітня 2024          |
| Мертві хлопці беруться за справу родини Девлінів. 30 років тому чоловік жорстоко вбив свою дружину та двух доньок, після чого застрелився, і з того часу у їх будинку мешкає якась надприродна сутність. Ніко разом з замаскованим Едвіном досліджують архів новин у місцевій бібліотеці. Виходячи з бібліотеки, вони стикаються з Монті. Нічна доглядальниця з бюро знахідок просить дозволу відправитись на Землю, але їй відмовляють, оскільки вона не знає точне місцезнаходження мертвих хлопців. Едвін, Чарльз і Крістал приходять до будинку Девлінів. Привиди членів родини застрягли у нескінченному циклі та змушені постійно проживати останні жахливі хвилини своїх життів. Мертві хлопці дізнаються, що батько вбив свою родину через те, що його донька хотіла «втекти» від нього до Гудзонського університету. Чарльз, який у дитинстві зазнавав насильства з боку власного батька, намагається силою зупинити Девліна, але йому це не вдається, та через сильний прояв емоцій його самого затягує до циклу. Едвін і Крістал знаходять таємну кімнату, з якої батько через приховані камери слідкував за своєю родиною. Вони стирають VHS-касету із записом вбивства та звільняють родину Девлінів і Чарльза з циклу. Монті продовжує втиратися в довіру до Едвіна. Родина Девлінів прибуває до бюро знахідок, від них Нічна доглядальниця дізнається, де саме зараз знаходяться мертві хлопці. |                                                                   |                       |                                  |                         |
| 4 | «Справа стрибунів з маяка» «The Case of the Lighthouse Leapers»   | Анді Армаганян        | Джошуа Конкел Крістін Лейн Такер | 25 квітня 2024          |
| Привид, який мешкає на маяку Пойнт-Ноу-Пойнт, наймає мертвих хлопців, щоб ті вигнали нових привидів, які почали до нього підселятися. Хлопці разом із Крістал і Ніко приїздять до маяка і стають свідками самогубства: на їхніх очах дівчина стрибає з маяка, а її привид сідає на берегу і з тугою дивиться на море. Крістал чує голос своєї матері та сама ледь не стрибає у воду. Нічна доглядальниця приходить до м'ясної лавки Дженні і вивідує у неї куди пішли мертві хлопці. Трагічний Мік розповідає мертвим хлопцям, що вони мають справу з Енджі, велетенською рибою-вудильником, яка час від часу прокидається та полює на людей, розповсюджуючи зі своїм світлом відчуття туги. Чарльз знаходить в магазині Міка підводну музичну скриньку, звуки якої мають приспати чудовисько. Мертві хлопці прямують до моря, але там на них вже чекає Нічна доглядальниця. Вона демонструє хлопцям травмуючі спогади їхніх життів та переконує їх піти з нею. Чарльзу вдається скинути її до води разом із музичною скринькою. Риба Енджі ковтає наживку та засинає. Повернувшись додому, Ніко показує Едвіну мультфільм «Скубі-Ду», а Чарльз цілує Крістал. |                                                                   |                       |                                  |                         |
| 5 | «Справа двох мертвих драконів» «The Case of the Two Dead Dragons» | Аманда Таппінг        | Келлі Бреслін Джеремі Кауффман   | 25 квітня 2024          |
| Привиди Бреда та Гантера, двох футбольних гравців шкільної ліги з команди «Дракони», звертаються до мертвих хлопців, щоб ті допомогли розв'язати таємницю їхнього вбивства. Вони загинули від отрути під час вечірки. Мертві хлопці опитують їх однокласників та дізнаються, що загиблі хлопці були типовими «качками», які цькували слабших однокласників та зневажливо ставилися до дівчат. Крістал дізнається, що Бред переслав Гантерові еротичні фото своєї дівчини Марен, а також погрожував відправити їх всім хлопцям зі своєї футбольної команди. Марен хотіла приспати Бреда та Гантера, щоб видалити фото з їхніх телефонів, але випадково вбила їх. Після того, як Бред і Гантер дізнаються обставини своєї смерті, велетенські щупальця затягують їх до пекла. Ніко випадково встановлює особу таємної шанувальниці, яка надсилала Дженні любовні листи. Нею виявляється Максін, місцева бібліотекарка. Ніко влаштовує для Максін і Дженні романтичне побачення. Вечір проходить чудово, аж допоки Максін не зізнається, що підглядає за Дженні вночі крізь вікна її будинку. Дженні просить її піти, тоді розлючена Максін нападає на Дженні та намагається її зарізати. Максін випадково натикається головою на ніж і помирає. Монті цілує Едвіна, і той зізнається йому, що має романтичні почуття до Чарльза. |                                                                   |                       |                                  |                         |
| 6 | «Справа повзучого лісу» «The Case of the Creeping Forest»         | Глен Вінтер           | Бет Шварц Оскар Балдеррама       | 25 квітня 2024          |
| Трагічний Мік розповідає, як він перетворився з моржа на людину. Він продає Крістал амулет для захисту від демона Девіда. Крістал використовує амулет, але втрачає від нього свої екстрасенсорні здібності. Монті просить мертвих хлопців знайти його подругу-привида, яка зникла у Високому лісі. Вони дізнаються, що в лісі розростається міжвимірна спорова колонія, яка поглинає привидів. Едвін готує зілля, щоб вбити колонію, але цього не вистачає. Котячий король Томас приходить до лісу та розповідає Едвіну, що Монті — ворон Естер, і що він заманив їх у пастку. Естер майже згодовує мертвих хлопців древовидному елементалю, але Крістал відновлює свою силу та долає Естер. Нічна доглядальниця прокидається у шлунку риби Енджі в компанії безтурботного мандрівника Каші. Він вмовляє Енджі випустити Нічну доглядальницю на волю та дарує їй перстень на згадку про їхню спільну пригоду. Нічна доглядальниця приходить до мертвих хлопців і дізнається, що свого часу Едвін помилково потрапив до пекла. Вона збирається піти, щоб з'ясувати причину цієї помилки, як раптом демонічний павук затягує Едвіна до пекла. |                                                                   |                       |                                  |                         |
| 7 | «Справа дуже довгих сходів» «The Case of the Very Long Stairway»  | Річард Спейт-молодший | Стів Йокі                        | 25 квітня 2024          |
| Естер вбиває котячого короля Томаса через те, що той втрутився в її справи. Томас оживає та повідомляє, що він витратив вже три зі своїх дев'яти життів. Чарльз відправляється до пекла, щоб визволити Едвіна. Він користується нотатками, які Едвін написав, коли вперше тікав з пекла. Тим часом Едвін зустрічає в пеклі Саймона, одного з хлопців, які свого часу пожертвували його пекельному демонові. Чарльз знаходить Едвіна та виводить його з пекла. Дорогою Едвін зізнається Чарльзові у своїх почуттях до нього. Крістал бореться зі своїм демоном. Дженні приходить їй на допомогу, але Девід її мало не вбиває. Завдяки новонабутій силі Крістал вдається перемогти та ув'язнити Девіда. Вона також повертає свої вкрадені спогади. Естер купує в магічній крамниці Міка запчастини та будує пристрій для катування привидів. |                                                                   |                       |                                  |                         |
| 8 | «Справа голодного змія» «The Case of the Hungry Snake»            | Піт Чатмон            | Росс Максвелл                    | 25 квітня 2024          |
| Крістал відновлює свої спогади та дізнається, що була огидною людиною. Вона також згадує телефонні номери своїх батьків. Крістал телефонує матері, але та навіть не помітила, що її донька кудись надовго зникла. Естер випробовує свій пристрій. Вона катує привида Монті та отримує невелику кількість нектару, який дарує молодість. Вона планує катувати Едвіна, оскільки той пройшов через пекло та здатен витримати будь-які страждання. Дженні після зустрічі з Девідом починає бачити привидів та інших надприродних істот. Ніко показує Дженні кульбабових духів, також вона знайомиться з Едвіном і Чарльзом. Крістал має намір повернутися до Лондона, але Естер підриває м'ясну лавку Дженні та викрадає Едвіна. Крістал і Ніко приходять до котячого короля Томаса, і той розповідає їм історію Естер: коли чоловік зрадив їй з іншою, вона стала відьмою, щоб помститися. Пізніше Естер уклала угоду з першою жінкою, богинею Ліліт, яка дарувала Естер вічне життя, але не вічну молодість. Тоді Естер, щоб бути вічно молодою, почала вбивати маленьких дівчат. Спільними зусиллями Крістал, Ніко та Чарльзу вдається здолати відьму та врятувати Едвіна, але Естер при цьому вбиває Ніко. Крістал разом з мертвими хлопцями вирушає до Лондона. Нічна доглядальниця приводить до мертвих хлопців свою начальницю, сподіваючись, що вона зможе примусити їх піти до загробного життя. Натомість начальниця хвалить мертвих хлопців за розв'язані справи, які допомогли багатьом душам віднайти спокій, та наказує Нічній доглядальниці лишитися на Землі та допомагати Едвіну та Чарльзу. Вона стає частиною їхнього детективного агентства. У фінальній сцені душа Ніко сидить в іглу та приймає рішення про свою подальшу долю.    |                                                                   |                       |                                  |                         |

## Прем'єра
Прем'єра серіалу «Мертві хлопці-детективи» відбулася на Netflix 25 квітня 2024 року.